# Скрябин, Михаил Архипович
Михаи́л Архи́пович Скря́бин (28 декабря 1946, с. 2-й Жемкон, Хангаласский улус — 6 мая 2011, Якутск) — советский якутский и российский актёр театра и кино, член Союза кинематографистов Якутии.

## Биография
Родился 28 декабря 1946 года.
В 1974 году окончил третью актёрскую якутскую студию ВТУ им. М С. Щепкина при Малом театре России (курс М. Гладкова). Служил в Нюрбинском передвижном Драматическом театре Республики Саха. С 1992 года — актёр Саха академического театра им. П. А. Ойунского.
Актёр скончался 6 мая 2011 года после продолжительной болезни — спустя полгода после премьеры фильма «Кочегар» Алексея Балабанова, где сыграл главную роль. Этот фильм принёс артисту большую популярность в России.

## Фильмография
- 1986 — киноальманах «Исключения без правил» — эпизод
- 2002 — Бог (короткометражный)[2]
- 2002 — Река — Джанга
- 2004 — Американец (не завершён) — тофалар Николай Павлович Унгуштаев (предположительная роль)
- 2007 — Груз 200 — Сунька
- 2010 — Кочегар — Якут

Скрябин также сотрудничал с якутским режиссёром Эдуардом Новиковым. Фильм Новикова «Бог» со Скрябиным в главной роли был показан на фестивале «Святая Анна» в Испании.

## Театральные работы
Служил 18 лет в Нюрбинском передвижном Драматическом театре, где сыграл более 40 ролей.
С 1992 по 2011 год — актёр Якутского академического драматического театра им. П. А. Ойунского (Саха академического театра им. П. А. Ойунского).
- Бырдаахап — «Злой дух» Николая Неустроева (постановка Герасима Васильева).
- Баhымньы Дьаакып — «Игра жизни» Анемподиста Софронова-Алампа.
- Туораах — «Весенняя пора» Амма Аччыгыйа (в постановках Василия Фомина).

## Критика
У себя в якутском театре прославился ролью короля Лира.
За роль в фильме «Кочегар» был номинирован на премию «Белый слон».

Артиста, исполняющего главную роль, зовут Михаил Скрябин. Фамилия показалась Балабанову важной настолько, что героя тоже зовут Скрябин, Иван. Почему, спрашивается, Балабанов так зациклился на этой фамилии? ... Якут, ведающий незаконным трупосожжением, на редкость обаятелен. Великолепная работа Михаила Скрябина. Он по-настоящему не от мира сего. — кинокритик Никита Елисеев, журнал «Эксперт», 2010 год

Скрябин органичен как кошка — но на его фоне только ярче недостатки. ... Единственным достойным партнером Скрябина стал Петр Семак— Эрик М. Кауфман, Кочегар // «Петербургский телезритель»